# 里奇蘭縣 (俄亥俄州)
里奇蘭县（英語：Richland County）是美国俄亥俄州中北部的一個縣。面積1,296平方公里。根據2020年美國人口普查，共有人口124,936人。縣治曼斯菲爾德。該縣成立於1813年1月7日。縣名指的是當地肥沃的土地。

## 姐妹市
- 中華民國新北市[1]